# Richard Hawley Tucker
Richard Hawley Tucker (Wiskasset, 29 ottobre 1859 – 31 marzo 1952) è stato un astronomo statunitense.

## Biografia
Studiò ingegneria civile presso la Lehigh University ma subito si interessò all’astronomia. Si laureò nel 1879 e divenne assistente presso l’Osservatorio astronomico Dudley ad Albany, lì rimanendo per quattro anni. Nel 1883 divenne istruttore di matematica e astronomia presso la Lehig University, successivamente si recò  in Argentina presso l’Osservatorio Nazionale Argentino per studiare il cielo meridionale rimanendovi per nove anni, quindi nel 1893 si aggregò all’Osservatorio Lick  fino al 1908 facendo precise misurazioni della posizione di numerose stelle. Nel 1908 si recò nuovamente in Argentina per misurare la posizione delle stelle nel cielo meridionale, quindi riprese il lavoro presso l’Osservatorio Lick ove rimase fino alla data del suo pensionamento nel 1926.
A Richard Hawley Tucker la UAI ha intitolato il cratere lunare Tucker